# The Old Grey Whistle Test
The Old Grey Whistle Test è stato un programma televisivo musicale della BBC, messo in onda dal 21 settembre 1971 al 1º gennaio 1988 sulle frequenze della BBC Two.
Concepita da Rowan Ayers su commissione di David Attenborough, la trasmissione era incentrata sulle esibizioni dal vivo di artisti affermati ed emergenti nell'ambito della musica rock.

## Presentatori
- Richard Williams
- Ian Whitcomb
- Bob Harris
- Anne Nightingale
- Andy Kershaw
- David Hepworth
- Mark Ellen
- Richard Skinner
- Ro Newton